# Olivia Salamanca
Olivia Salamanca (Cavite City, 1 juli 1889 - 13 juli 1913) was een van de eerste vrouwelijke Filipijnse artsen. 

## Biografie
Olivia Salamanca werd geboren op 1 juli 1889 in San Roque in de Filipijnse stad Cavite City. Ze was de tweede dochter van drie van Jose Salamanca, een apotheker en Cresensia Diaz. Ze kreeg onderwijs van privéleraren en aansluitend op een privéschool La Sagrada Familia, later hernoemd naar Academy of the Sacred Hearth in Cavite City. Ook ging ze enige tijd naar de openbare  middelbare school in Cavite. In 1905 mocht ze na een competitief examen met een overheidsbeurs studeren in de Verenigde Staten. Op 15-jarige leeftijd begon ze eerst op de High School in St. Paul in Minnesota, om haar middelbareschoolopleiding uiteindelijk af te ronden aan het Drexler Institute in Philadelphia. In 1906 begon ze aan het Woman's Medical College of Pennsylvania aan een studie medicijnen, die ze in 1910 met succes voltooide.
Na haar terugkeer in de Filipijnen in 1910 werkte ze voor de Santalan Tuberculosis Clinic. Ook opende ze een eigen kliniek voor vrouwen in Cavite City. In deze periode liep ze zelf ook tuberculose op. Ze werd twee jaar lang behandeld in het Baguio Hospital, maar herstelde er niet. Gedurende de behandeling in Baguio werkte ze door als arts in het ziekenhuis. Nadien reisde ze nog voor een behandeling naar Hongkong. Maar ook deze behandeling mocht niet meer baten.
Salamanca overleed in 1913 op 24-jarige leeftijd aan de gevolgen van tubercolose. Een plein in Manilla, een straat en een ziekenhuis in Cavite City en een afdeling van het Mary Johnston Hospital in Manilla werden naar haar vernoemd.